# ARHGAP11B
ARHGAP11B es un gen específico de humanos que amplifica las células progenitores, controla la proliferación de progenitores neurales y contribuye al plegamiento del neocórtex; provocándolo, por ejemplo, en ratones. 
La proteína 11B activadora de GTPasa Rho es una proteína del grupo de proteínas activadoras de GTPasa que es codificada por el gen ARHGAP11B del cromosoma 15. Esta proteína aumenta el crecimiento y la proliferación de las células madre del cerebro (es decir, las células precursoras neurales), contribuyendo así al plegamiento del neocortex normalmente liso y, por tanto, es responsable de un crecimiento cerebral más intenso.
En colaboración con el equipo de investigación dirigido por Svante Pääbo del Instituto Max Planck de Antropología Evolutiva de Leipzig, se confirmó que este gen y la proteína que expresa sólo existen en los humanos y en sus parientes extintos más cercanos, los denisovanos y los neandertales. Los cerebros eran similares en tamaño al del Homo sapiens, pero no al de los grandes simios como los chimpancés. Esto explica por qué el neocórtex humana, la parte evolutivamente más joven de la corteza cerebral, es aproximadamente tres veces más grande que el neocórtex del chimpancé. Esto probablemente refleja un papel de ARHGAP11B en el desarrollo y la expansión evolutiva del neocórtex humano, una conclusión consistente con el hallazgo de que la duplicación cromosómica que creó ARHGAP11B ocurrió en el linaje humano después de la divergencia con el linaje de los chimpancés, pero antes de la divergencia con los neandertales.

## Estructura
Después de la separación de las dos líneas evolutivas, que condujeron por un lado al hombre moderno, los neandertales y los denisovanos, y por otro a los chimpancés, hace unos cinco millones de años surgió mediante una duplicación parcial el gen específico del hombre ARHGAP11B ( duplicación) del gen común en el mundo animal ARHGAP11A. ARHGAP11B codifica 267 aminoácidos. Una copia truncada de ARHGAP11A, que se encuentra en todo el reino animal y codifica una proteína activadora de Rho GTPasa (dominio RhoGAP), ARHGAP11B comprende la mayor parte del dominio GAP (hasta la lisina-220), seguida de una nueva secuencia C-terminal que carece de los 756 aminoácidos C-terminales de ARHGAP11A.

## Actividad
A diferencia de ARHGAP11A y ARHGAP11A 1-250 de longitud completa, ARHGAP11B, como ARHGAP11A1-220, no exhibió actividad RhoGAP en un ensayo de transfección celular basado en RhoA/Rho-quinasa. Esto indica que los 47 aminoácidos C-terminales de ARHGAP11B (después de la lisina-220) constituyen no solo una secuencia única, resultante de una deleción por cambio de marco, sino que también son funcionalmente distintos de su contraparte en ARHGAP11A. En este ensayo, la coexpresión de ARHGAP11B junto con ARHGAP11A no inhibió la actividad RhoGAP de este último,

## Función
ARHGAP11B participa en el plegamiento del neocórtex; sin embargo, se desconoce su función precisa. Varios genes implicados en la discapacidad intelectual codifican proteínas con dominios RhoGAP u otras proteínas en la vía de señalización Rho. Se ha informado  que se encuentra en las mitocondrias, donde se une al translocador de nucleótidos de adenina. No afecta la actividad de intercambio de nucleótidos de adenina del translocador, pero sí provoca un retraso en la apertura del poro de transición de la permeabilidad mitocondrial, permitiendo así un mayor secuestro de calcio. Además, la presencia de ARHGAP11B en las mitocondrias aumenta la glutaminolisis, probablemente debido a la capacidad de las mitocondrias para secuestrar calcio, activando así las deshidrogenasas de la matriz mitocondrial en el ciclo de Krebs, particularmente el alfa-cetoglutarato deshidrogenasa.

## Evolución humana
Los cambios en ARHGAP11B son uno de varios factores genéticos clave de la reciente evolución del cerebro y la diferencia de los humanos modernos con (otros) simios y neandertales. Como resultado de una mutación puntual, el intercambio selectivo de una única letra genética en un par de bases, es decir, el intercambio de C (citosina) a G (guanina), en el gen ARHGAP11B, provocó un cambio en el marco de lectura y, por tanto, en la pérdida de 55 nucleótidos en la formación del correspondiente ARN mensajero. Anteriormente, estos 55 nucleótidos todavía estaban presentes en el ADN del gen ARHGAP11B y sólo se eliminaban cuando se formaba el ARN mensajero de ARHGAP11B. El resultado fue y es la secuencia funcionalmente esencial de 47 aminoácidos en la proteína.